# Manoppello Scalo
Manoppello Scalo is een plaats (frazione) in de Italiaanse gemeente Manoppello.